# Araneus bufo
Araneus bufo là một loài nhện trong họ Araneidae.
Loài này thuộc chi Araneus. Araneus bufo được J. Denis miêu tả năm 1941.

## Hình ảnh

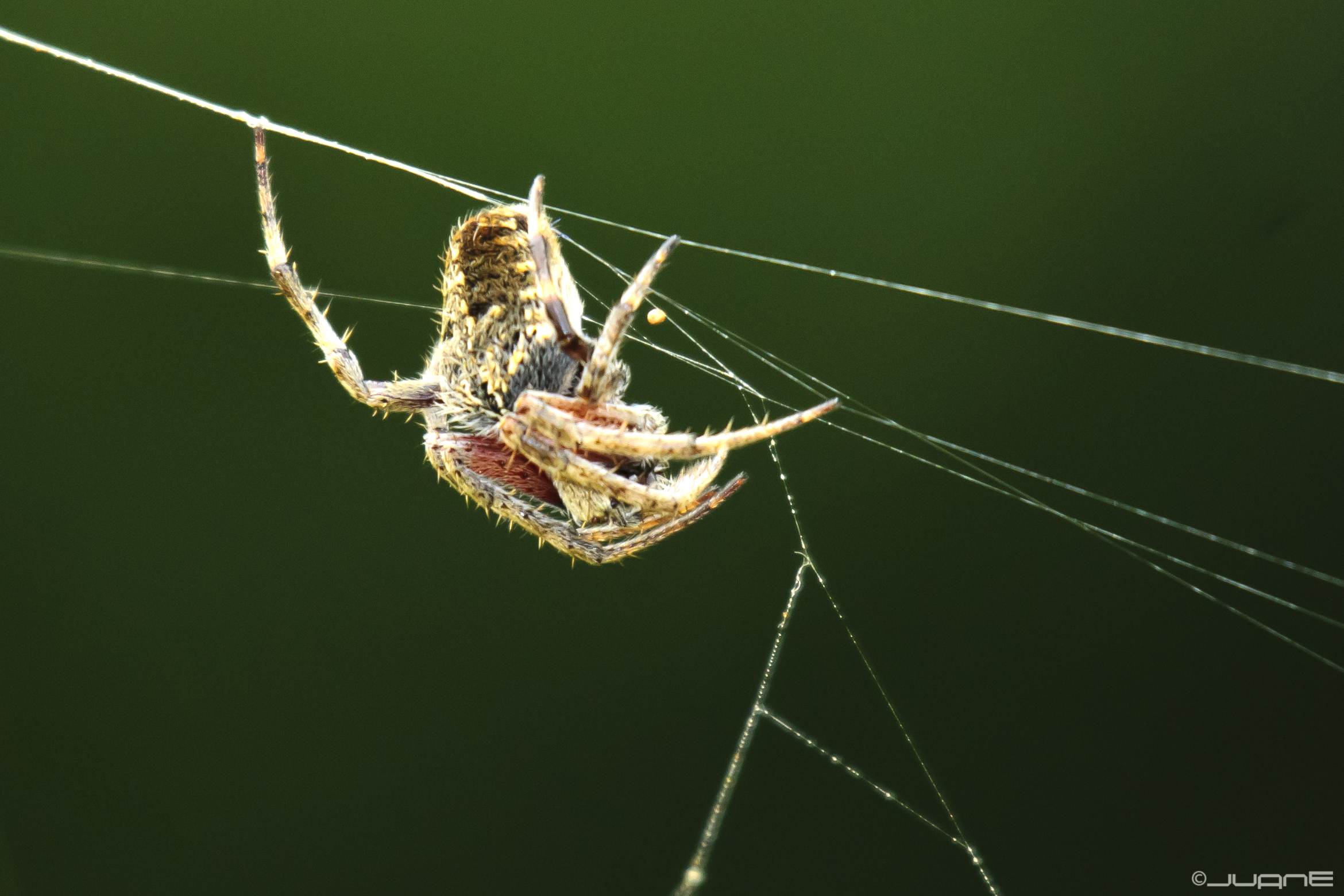
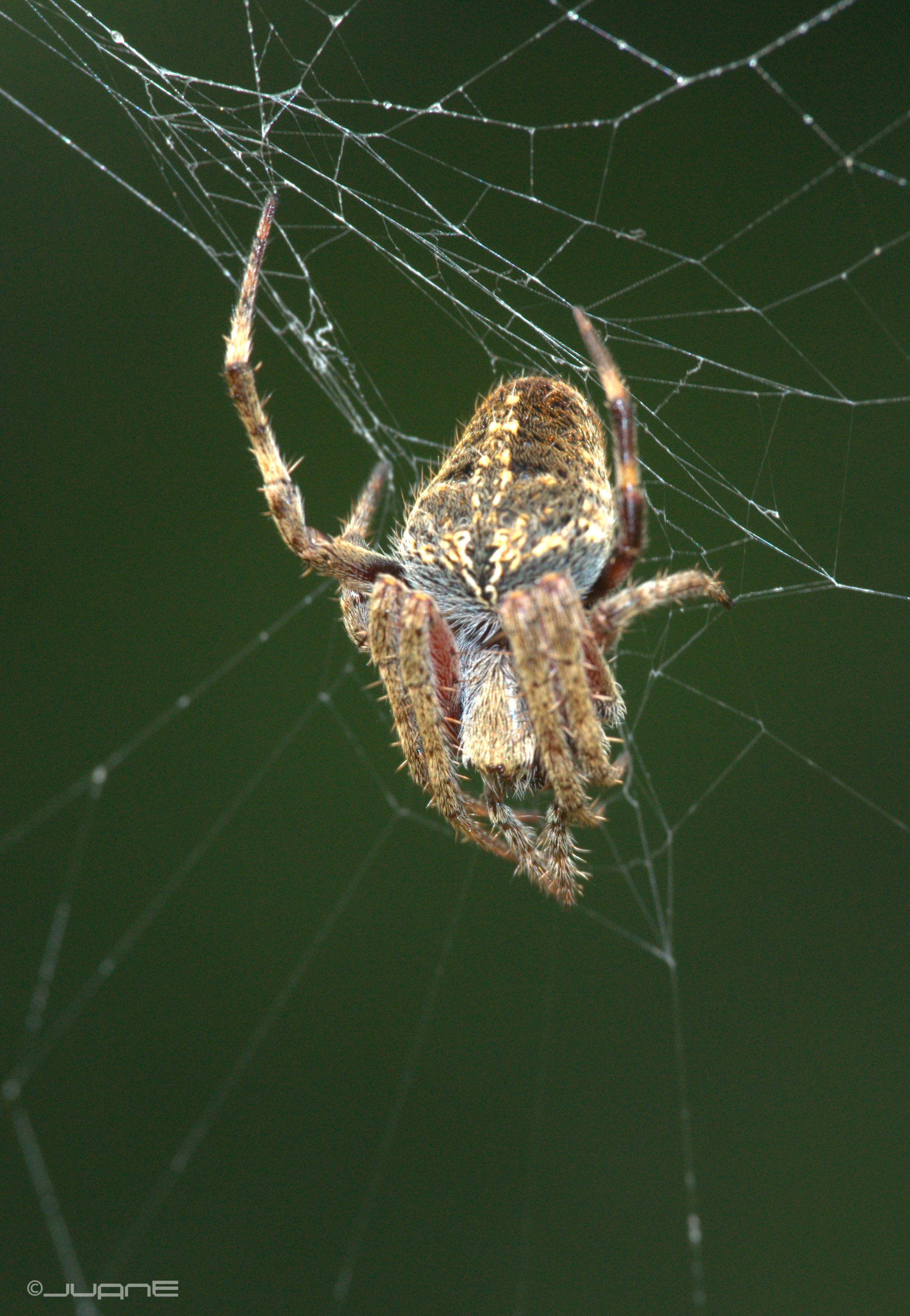